# Cabanas (Galicien)
Cabanas ist eine spanische Gemeinde in der Autonomen Gemeinschaft Galicien. Cabanas ist auch eine Stadt und eine Parroquia sowie der Verwaltungssitz der gleichnamigen Gemeinde. Die 3.296 Einwohner (Stand: 2024), leben auf einer Fläche von 30,30 km², 37 km von der Provinzhauptstadt A Coruña entfernt.

## Bevölkerungsentwicklung der Gemeinde
Legende: Cabañas___Cabanas

## Gemeindegliederung
Die Gemeinde Cabanas ist in sieben Parroquias gegliedert:
| Parroquias           | Patrozinium  | Einwohner 2024 | Fläche km² | Dichte Einw./km² | Höhe msnm | Ortskennzahl |
| -------------------- | ------------ | -------------- | ---------- | ---------------- | --------- | ------------ |
| Cabanas              | Santo André  | 952            | 1,83       | 520              | 74        | 15015010000  |
| Irís                 | Santo Estevo | 183            | 3,09       | 59               | 54        | 15015020000  |
| Laraxe               | San Mamede   | 800            | 5,05       | 158              | 132       | 15015030000  |
| Regoela              | San Vicente  | 108            | 3,61       | 30               | 250       | 15015050000  |
| Santa Cruz do Salto  | Santa Cruz   | 134            | 5,90       | 23               | 285       | 15015060000  |
| San Martiño de Porto | San Martiño  | 966            | 3,12       | 310              | 42        | 15015040000  |
| Soaserra             | Santa Olaia  | 157            | 7,30       | 22               | 310       | 15015070000  |

## Wirtschaft
| Ackerbau, Viehzucht und Fischerei                                                  | 023   | 01,86  |
| Industrie                                                                          | 0164  | 013,27 |
| Bauwirtschaft                                                                      | 0281  | 022,73 |
| Dienstleistungsbetriebe                                                            | 0817  | 062,14 |
| Total                                                                              | 1.236 | 100,00 |
| * Daten aus dem Statistischen Amt für Wirtschaftliche Entwicklung in Galicien, IGE |       |        |